# Korieniewszczina (obwód smoleński)
Korieniewszczina (ros. Кореневщина) – wieś (ros. деревня, trb. dieriewnia) w zachodniej Rosji, w osiedlu wiejskim Michnowskoje rejonu smoleńskiego w obwodzie smoleńskim.

## Geografia
Miejscowość położona jest przy drodze federalnej R135 (Smoleńsk – Krasnyj – Gusino), 1,5 km od drogi federalnej R120 (Orzeł – Briańsk – Smoleńsk – Witebsk), 12 km od drogi magistralnej M1 «Białoruś», 2 km od centrum administracyjnego osiedla wiejskiego (Michnowka), 8,5 km od Smoleńska, 4 km od najbliższego przystanku kolejowego (Dacznaja II).
W granicach miejscowości znajdują się ulice: Łuczistyj, Rodnikowaja, Sadowaja, Sadowyj pierieułok, Oziornaja, Oziornyj 1-yj pierieułok, Oziornyj 2-oj pierieułok, Promyszlennaja, Wietieranow.

## Demografia
W 2010 r. miejscowość zamieszkiwało 50 osób.